# Letty Lynton
Letty Lynton is een Amerikaanse dramafilm uit 1932 onder regie van Clarence Brown. Het scenario is gebaseerd op de gelijknamige roman uit 1931 van de Britse auteur Marie Belloc Lowndes. Destijds werd de film in Nederland uitgebracht onder de titel Jeugdzonde.

## Verhaal
Letty Lynton verblijft in Zuid-Amerika met haar geliefde Emile Renaul. Na afloop van die relatie wil ze terugkeren naar de Verenigde Staten. Aan boord van het schip naar New York wordt ze verliefd op Jerry Darrow. Haar ex-vriend kan de breuk moeilijk verwerken en hij blijft Letty voortdurend lastigvallen. Ten einde raad besluit ze hem daarom te vergiftigen. De verdenking voor de moord valt al spoedig op Letty.

## Rolverdeling
| Acteur              | Personage       |
| ------------------- | --------------- |
| Joan Crawford       | Letty Lynton    |
| Robert Montgomery   | Jerry Darrow    |
| Nils Asther         | Emile Renaul    |
| Lewis Stone         | Procureur Haney |
| May Robson          | Mevrouw Lynton  |
| Louise Closser Hale | Miranda         |
| Emma Dunn           | Mevrouw Darrow  |
| Walter Walker       | Mijnheer Darrow |
| William Pawley      | Hennessey       |